# Lithobates blairi
Lithobates blairi е вид жаба от семейство Водни жаби (Ranidae). Видът не е застрашен от изчезване.

## Разпространение
Разпространен е в САЩ (Айова, Аризона, Арканзас, Илинойс, Индиана, Канзас, Колорадо, Мисури, Небраска, Ню Мексико, Оклахома, Тексас и Южна Дакота).

## Описание
Популацията на вида е намаляваща.